# Vismand
Vismand bruges i nutiden ofte som betegnelsen for et medlem af formandskabet for De Økonomiske Råd, der er et rådgivningsorgan under Økonomiministeriet, som blev oprettet ved lov i 1962. Man bruger også betegnelsen "økonomisk vismand". Rådenes formandskab består af fire uafhængige nationaløkonomer, og disse vismænd er udpeget af økonomiministeren for tre år ad gangen. Vismændene genvælges af kontinuitetshensyn normalt en eller to gange. En af de fire vismænd er ordførende og betegnes som overvismand. 

## Andre betydninger
I tidligere tider var en vismand en vis mand, det vil sige en mand med stor viden, et levende leksikon, som man kunne spørge til råds, ligesom når man i dag ville slå op i et leksikon eller håndbog. Vismændene var kloge på alt (eller mange ting), modsat nutidens råd af eksperter inden for snævrere emner.
I Bibelen omtales i Matthæusevangeliet kapitel 2 de tre vise mænd, der opsøgte den nyfødte Jesus, og de har ud fra beskrivelsen kendt astrologi og kunne se på stjernernes stilling, at der ville blive født en meget betydningsfuld person, og de har så kunnet regne ud, hvor og hvornår han ville blive født.

## Eksterne links
- Det Økonomiske Råds hjemmeside